# Alta Corte de Justiça
A Alta Corte (português brasileiro) ou Alto Tribunal (português europeu) de Justiça é, juntamente com a Corte de Apelação e o Tribunal da Coroa, um dos tribunais superiores da Inglaterra e País de Gales. Cabe a este tribunal o acolhimento em primeira instância de casos de grande complexidade e relevância, mas também a supervisão de tribunais inferiores.
A Alta Corte é composta por três seções: a Divisão da Bancada da Rainha, a Divisão de Chancelaria e a Divisão de Família. Suas jurisdições se sobrepõem em alguns casos e aqueles iniciados em uma divisão podem ser transferidos por ordem judicial para outra quando apropriado. 
A maioria dos processos da Alta Corte são conduzidos por um único juiz, mas determinados tipos, especialmente os que tramitam na Divisão da Bancada da Rainha, são atribuídos a uma Divisional Court, uma bancada de dois ou mais juízes. Excepcionalmente, o tribunal pode assentar-se com um júri, mas na prática, isso normalmente ocorre apenas em casos de difamação ou casos contra a polícia. Os litigantes geralmente são representados por um conselheiro legal, mas também podem ser representados por solicitors qualificados para exercer o direito de audiência ou podem representar-se a si próprios.